# Les Fougerêts
Pour l’article ayant un titre homophone, voir Fougeret.
Les Fougerêts [lɛ fuʒʁɛ] sont une commune française située dans le département du Morbihan, en région Bretagne.
Ses habitants sont les Fougerêtais.

## Géographie

### Localisation et communes limitrophes
Les Fougerêts se situent dans l’est du Morbihan. Les Fougerêts se trouvent en Haute-Bretagne, dans la partie gallaise de la Bretagne.

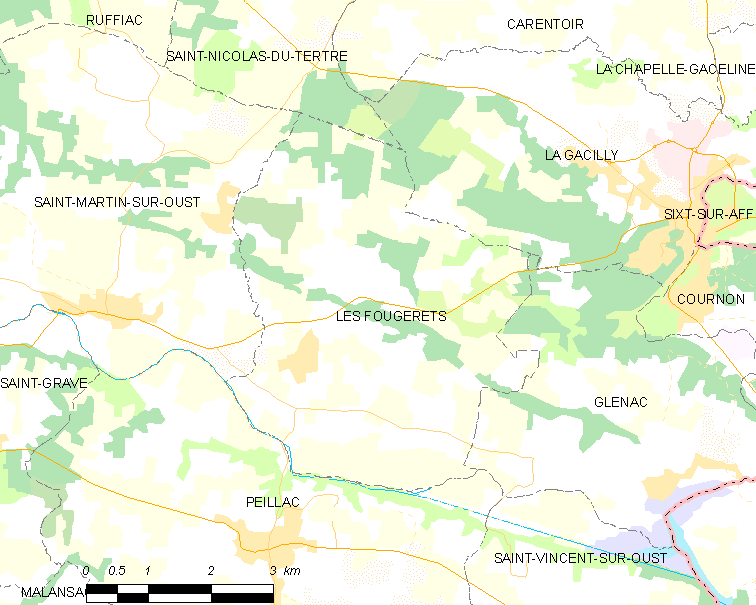
Carte de la commune.

| Saint-Nicolas-du-Tertre |           | La Gacilly |
| Saint-Martin-sur-Oust   | Fougerêts | La Gacilly |
|                         | Peillac   |            |

### Géologie et relief
- bourg et limite communales
- grès armoricain (b-O2)
- siltites du Briovérien supérieur (b2-3S)
- conglomérat de Montfort (kO-1M)
- schistes d'Angers (o3-4)
- formation de Saint-Marcel (o5-6)
- grès de Gandouin (s1-a)
- formation du Boisneuf (s1-b3)
- dépôts quaternaires composites (S)
- alluvions holocènes (Fz)

Carte géologique simplifiée des Fougerêts.
bourg et limite communales
grès armoricain (b-O2)
siltites du Briovérien supérieur (b2-3S)
conglomérat de Montfort (kO-1M)
schistes d'Angers (o3-4)
formation de Saint-Marcel (o5-6)
grès de Gandouin (s1-a)
formation du Boisneuf (s1-b3)
dépôts quaternaires composites (S)
alluvions holocènes (Fz)
: failles

Appartenant au massif armoricain, le territoire des Fougerêts se caractérise, sur le plan géologique, par une succession de couches affleurantes orientées de l'ouest-nord-ouest à l'est-sud-est. La plus ancienne de ces strates est constituée de schistes du Briovérien (b-o2), dans la partie sud et au nord de la commune. Un peu plus récentes sont les siltites du Briovérien supérieur (b2-3s). Le synclinal de Réminiac, à l'extrême nord du territoire, est caractérisé par la présence du conglomérat de Montfort (kO-1M). Une série de terrains ordoviciens, schistes d'Angers (o3-4) et formation de Saint-Marcel aux faciès mal individualisés (o5-6) recouvrent les schistes briovériens, et sont eux-mêmes recouverts par les strates siluriennes du grès de Gandouin (s1-a) et des siltites des formations du Boisneuf (s1-b3) et de La Ville-Chauve (s4). Les alluvions récentes couvrent la vallée de l'Oust au sud, mais aussi des ruisseaux de moindre importance plus au nord (Fz). Des dépôts quaternaires composites (S) occupent localement les fonds de vallée. Des failles importantes liées au cisaillement sud-armoricain lors du cycle varisque parcourent le territoire dans la direction générale des strates géologiques, mais elles sont recoupées à angle droit par de petites failles secondaires de déchirement,.
Le point le plus élevé de la commune se trouve à une altitude d'environ 105 mètres, au nord de la commune au niveau des landes de Couesmé. Le point le plus bas se trouve à une altitude d'environ 3 mètres, au sud-est de la commune, là où l'Oust sort du territoire.
La superficie de la commune des Fougerêts (1 991 ha) est supérieure à la surface moyenne d'une commune française (1 488 ha).
| - Carte topographique de la commune des Fougerêts. |

### Hydrographie
Pour un article plus général, voir Réseau hydrographique du Morbihan.
La commune est située dans le bassin versant de la Vilaine, au sein du bassin Loire-Bretagne. Elle est drainée par le canal de Nantes à Brest, l'Oust, les Brelles et divers autres petits cours d'eau,.
Le canal de Nantes à Brest est un canal, chenal et un estuaire et un cours d'eau naturel navigable sur une grande partie de son cours, d'une longueur de 364 km, prend sa source dans la commune de Nort-sur-Erdre et se jette  dans la Loire à Nantes. 
L'Oust,  principal affluent de la Vilaine, longe et constitue la frontière sud du territoire de la commune. D'une longueur de 145 km, prend sa source dans la commune de La Harmoye et se jette  dans la Vilaine à Rieux, après avoir traversé 46 communes. 

Carte du bassin versant de la Vilaine.
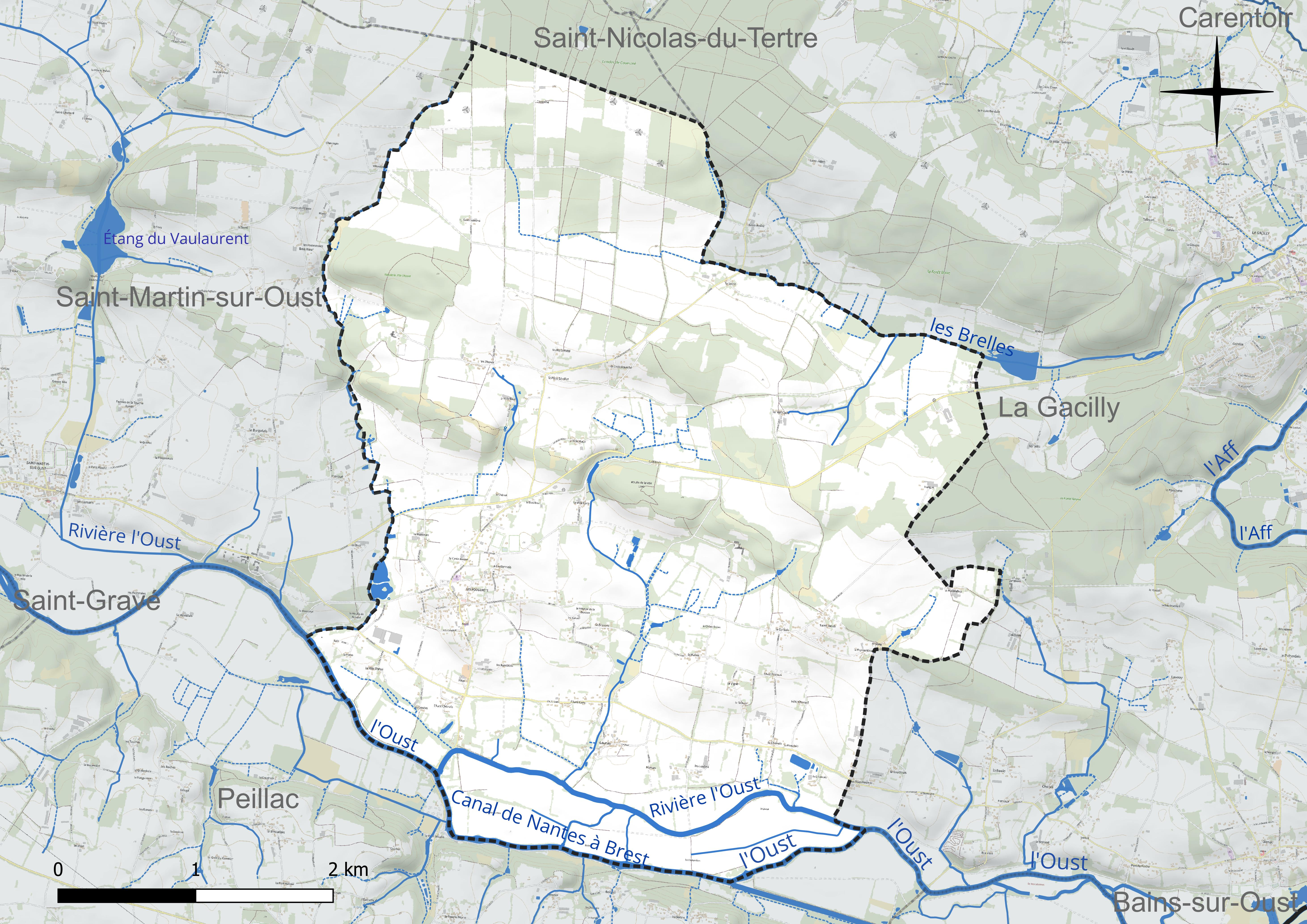
Réseau hydrographique des Fougerêts.

### Climat
Pour des articles plus généraux, voir Climat de la Bretagne et Climat du Morbihan.
En 2010, le climat de la commune est de type climat océanique franc, selon une étude du CNRS s'appuyant sur une série de données couvrant la période 1971-2000. En 2020, Météo-France publie une typologie des climats de la France métropolitaine dans laquelle la commune est exposée à un climat océanique et est dans la région climatique  Bretagne orientale et méridionale, Pays nantais, Vendée, caractérisée par une faible pluviométrie en été et une bonne insolation. Parallèlement l'observatoire de l'environnement en Bretagne publie en 2020 un zonage climatique de la région Bretagne, s'appuyant sur des données de Météo-France de 2009. La commune est, selon ce zonage, dans la zone « Intérieur Est  », avec des hivers frais, des étés chauds et des pluies modérées.  
Pour la période 1971-2000, la température annuelle moyenne est de 11,6 °C, avec une amplitude thermique annuelle de 12,7 °C. Le cumul annuel moyen de précipitations est de 813 mm, avec 12,6 jours de précipitations en janvier et 6,2 jours en juillet. Pour la période 1991-2020, la température moyenne annuelle observée sur la station météorologique la plus proche, située sur la commune de Saint-Jacut-les-Pins à 6 km à vol d'oiseau, est de 12,4 °C et le cumul annuel moyen de précipitations est de 947,8 mm,. Pour l'avenir, les paramètres climatiques de la commune estimés pour 2050 selon différents scénarios d’émission de gaz à effet de serre sont consultables sur un site dédié publié par Météo-France en novembre 2022.

## Urbanisme

### Typologie
Au 1er janvier 2024, Les Fougerêts sont catégorisés commune rurale à habitat dispersé, selon la nouvelle grille communale de densité à sept niveaux définie par l'Insee en 2022.
Elle est située hors unité urbaine et hors attraction des villes,.

### Occupation des sols
L'occupation des sols de la commune, telle qu'elle ressort de la base de données européenne d’occupation biophysique des sols Corine Land Cover (CLC), est marquée par l'importance des territoires agricoles (76,6 % en 2018), une proportion sensiblement équivalente à celle de 1990 (77,2 %). La répartition détaillée en 2018 est la suivante : 
terres arables (40,3 %), zones agricoles hétérogènes (25,4 %), forêts (21,3 %), prairies (10,9 %), zones urbanisées (2,1 %). L'évolution de l’occupation des sols de la commune et de ses infrastructures peut être observée sur les différentes représentations cartographiques du territoire : la carte de Cassini (XVIIIe siècle), la carte d'état-major (1820-1866) et les cartes ou photos aériennes de l'IGN pour la période actuelle (1950 à aujourd'hui).

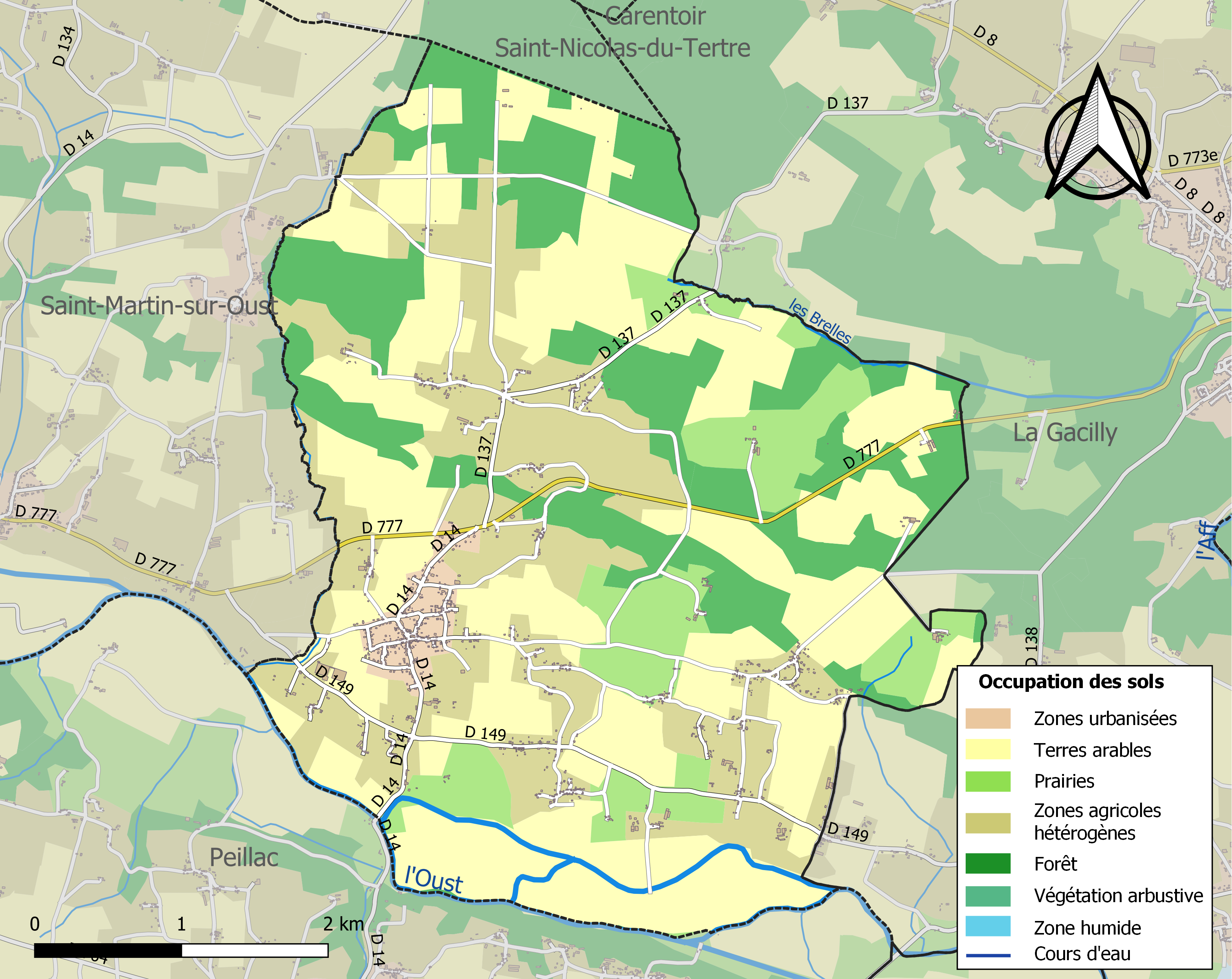
Carte des infrastructures et de l'occupation des sols de la commune en 2018 (CLC).

### Lieux-dits et hameaux
Du nord au sud et d'ouest en est, on trouve les principaux lieux-dits suivants : Couesmé, Saint-André, la Loirie, le Pâtis Sébillet, les Zéreux, la Croix Fourché, la Ville Macé, la Noë Cado, la Croix Neuve, la Ville Caro, Hôtel Chesnais (ou Auté Chesnais), la Brousse, la Hallais, la Vigne, Saint-Jacob, Hôtel Garel (ou Auté Garel), Launay, Marzan, les Loulais, la Chénais, les Rues Nevoux.

## Toponymie
Les formes anciennes attestées sont Feugeres en 1340 ; Forgeray en 1387 ; Fougeray en 1387 ; Les Foulgerets en 1476 ; Les Fougeretz en 1516.
Son nom breton est Felgerieg-al-Lann selon la politique de double-signalisation du Conseil Général,. En gallo, le nom de la commune s'écrirait Lez Fourjaè.
La toponymie de la commune comporte 23,8 % de noms d'origine bretonne.

## Histoire

### De la Préhistoire à l'Antiquité
Le site de la commune est un emplacement particulier pour l'implantation humaine : coteaux orientés au sud, présence d'une rivière, l'Oust, et d'un espace forestier important.
Les plus anciennes traces d'occupations humaines remonteraient à l'époque romaine selon les sources orales locales (voie, villa et tuiles romaines).

### Moyen Âge
Mais c'est au Moyen Âge que cette paroisse prend une relative importance : présence des Templiers au Pont d'Oust, présence de la maison de Rieux, quelques châteaux ou manoirs ruraux.

### Époque moderne
En 1789 la rédaction des cahiers de doléances dans le village est compliquée.

### LeXXesiècle

#### La Belle Époque
À la suite des manifestations qui ont eu lieu notamment à Carentoir et Quelneuc, le préfet du Morbihan a donné l'ordre de suspendre les inventaires des biens d'église dans les paroisses de La Chapelle-Gaceline, Cournon, Peillac, Les Fougerets, Saint-Martin-sur-Oust, Tréal « où les populations sont dans une surexcitation dont on n'a pas idée. La préfecture était, dit-on, terrifiée ».

#### L'Entre-deux-guerres Guerres
En 1926 l'école publique de filles des Fougerêts avait une institutrice, mais aucun élève.

#### L'après Seconde Guerre mondiale
Au milieu du XXe siècle, ce village connaît un exode rural important. La population parvient à se fixer à partir des années 1970 grâce à l'entreprise locale Yves Rocher.

## Politique et administration

### Liste des maires
| Période                                  | Période     | Identité         | Étiquette | Qualité             |
| ---------------------------------------- | ----------- | ---------------- | --------- | ------------------- |
| Les données manquantes sont à compléter. |             |                  |           |                     |
| fl. 1914                                 |             | Paul de Freslon  |           |                     |
| 1977                                     | 23 mai 2020 | Alain Greffion   | DVC       | Enseignant retraité |
| 23 mai 2020                              | En cours    | Yannick Chennais |           |                     |

### Intercommunalité
Le 1er janvier 2017, la commune quitte la communauté de communes du pays de La Gacilly pour rejoindre la communauté de communes du pays de Redon, devenue en 2018 Redon Agglomération.

## Population et société

### Démographie
L'évolution du nombre d'habitants est connue à travers les recensements de la population effectués dans la commune depuis 1793. Pour les communes de moins de 10 000 habitants, une enquête de recensement portant sur toute la population est réalisée tous les cinq ans, les populations de référence des années intermédiaires étant quant à elles estimées par interpolation ou extrapolation. Pour la commune, le premier recensement exhaustif entrant dans le cadre du nouveau dispositif a été réalisé en 2008.

En 2022, la commune comptait 960 habitants, en évolution de +2,45 % par rapport à 2016 (Morbihan : +3,82 %, France hors Mayotte : +2,11 %).
| 1793 | 1800  | 1806  | 1821  | 1831  | 1836  | 1841 | 1846  | 1851  |
| ---- | ----- | ----- | ----- | ----- | ----- | ---- | ----- | ----- |
| 759  | 1 058 | 1 062 | 1 004 | 1 105 | 1 021 | 931  | 1 048 | 1 041 |

| 1856  | 1861  | 1866  | 1872  | 1876  | 1881  | 1886  | 1891  | 1896  |
| ----- | ----- | ----- | ----- | ----- | ----- | ----- | ----- | ----- |
| 1 012 | 1 007 | 1 059 | 1 000 | 1 005 | 1 022 | 1 079 | 1 130 | 1 150 |

| 1901  | 1906  | 1911  | 1921  | 1926  | 1931 | 1936 | 1946 | 1954 |
| ----- | ----- | ----- | ----- | ----- | ---- | ---- | ---- | ---- |
| 1 170 | 1 184 | 1 130 | 1 023 | 1 011 | 987  | 986  | 938  | 852  |

| 1962 | 1968 | 1975 | 1982 | 1990 | 1999 | 2006 | 2008 | 2013 |
| ---- | ---- | ---- | ---- | ---- | ---- | ---- | ---- | ---- |
| 777  | 708  | 644  | 660  | 739  | 788  | 897  | 928  | 951  |

| 2018 | 2022 | - | - | - | - | - | - | - |
| ---- | ---- | - | - | - | - | - | - | - |
| 952  | 960  | - | - | - | - | - | - | - |

### Enseignement

#### Enseignement primaire
L'unique établissement scolaire est une école primaire privée catholique, il n'y a pas d'école publique aux Fougerêts. Elle est située dans l'académie de Rennes et elle suit le calendrier scolaire de la zone B.
- École Notre-Dame, située 1 chemin des écoliers

À la rentrée de septembre 2017, l'école accueille 93 élèves de classes maternelles et élémentaires.

#### Enseignement secondaire
Collégiens et lycéens sont rattachés aux collèges et lycées de Redon, dans le département voisin d'Ille-et-Vilaine.

### Cultes

#### Culte catholique
- Église de la Nativité-de-la-Vierge

#### Culte protestant
- La commune est rattachée au secteur de l'Église protestante unie de France de Vannes-Morbihan-est. Les cultes hebdomadaires et cérémonies religieuses ont lieu au temple de Vannes[38].

### Activités sportives et culturelles
Les Fougerêts possèdent un club sportif : l'Espoir de l'Oust (EDO).
Ce club comporte différentes sections :
- football
- basket, les équipes de jeunes de la Jeanne d'Arc de Peillac et l'Espoir de l'Oust de Les Fougerêts ont de manière équitable[pas clair] fusionné[réf. nécessaire].
- badminton
- gymnastique

#### Vie associative
À partir de 1997, la mairie et l'ensemble des associations se mobilisent pour lutter contre la mucoviscidose. Différentes randonnées sportives (pédestres, chevaux, vélos, motos, vtt) et animations sont organisées et évoluent au fil des années. Les 20 éditions entre 1997 et 2016 ont permis de récolter la somme de 435 273 euros qui ont été reversés à l'association Vaincre la Mucoviscidose.

## Économie

### Tissu économique

#### Commerces
- Épiciers : autrefois l’épicerie est aussi un café, puis une mercerie et vendra aussi du tissu[41]. Avec l'acquisition d'un cheval et d'une charrette, il devient épicier ambulant et proposera ensuite des sabots, de la location de matériel de noces ou des tables pour la moisson, les battages, puis de la vaisselle aux jeunes ménages ; l'épicier est également présent aux foires et marchés[41].
- Boulangerie

#### Agriculture et pêche
- Secteur agricole (élevage et céréales, usine),
- Secteur de la poissonnerie

#### Industrie et artisanat
Françoise Saget, entreprise textile spécialisée dans la vente de linge de maison par catalogue et par internet, est créée en 1982 sur la commune. Elle fait partie du groupe textile MK Direct qui possède également Linvosges et Envie de Fraise.

## Culture et patrimoine

### Lieux et monuments
Au centre du cimetière, on trouve la croix de cimetière des Fougerêts, c’est une croix bannière avec une « piétà ». Elle est classée monuments historiques.
On trouve plusieurs demeures simplement inventoriées :
- le château de La Villechauve, il est inscrit à l'inventaire général du patrimoine culturel[44],[45] ;
- le manoir de la Jouardais, il est inscrit à l'inventaire général du patrimoine culturel[46],[47] ;
- le manoir de la Cour de Launay, témoin de l'architecture médiévale bretonne, a conservé son aspect d'origine, mais il est très endommagé ; ses propriétaires souhaitent le sauvegarder avec l'aide d'un association et il est choisi comme l'un des sites emblématiques retenus pour le loto du patrimoine en 2021[48]. Il est inscrit à l'inventaire général du patrimoine culturel[49] ;
- le manoir de la Noë-Cado date du XVIe siècle, il est inscrit à l'inventaire général du patrimoine culturel[50] ;
- le manoir du Pont d'Oust date des XVIIe et XVIIIe siècles, il est inscrit à l'inventaire général du patrimoine culturel[51] ;
- le village de la Ville Caro, ancien centre important dû à la présence de la noblesse ;
- etc.

Nombreuses croix de chemins, lavoirs, fours, puits etc. Présence de nombreuses anciennes carrières (« perrières » en langue gallèse) de schiste bleu, notamment à Saint-Jacob et à Croix-Fourché.
- Église de la Nativité-de-la-Vierge[52],[53].

### Héraldique
|  | Les armoiries de Les Fougerêts se blasonnent ainsi : D’or au plant de fougère arraché de trois feuilles de sinople, à la champagne coupée ondée d’hermine et d’azur à un poisson d’argent ; au chef denché de sinople à cinq palis d’ardoise d’argent accolés. Conc. J.P. Fernandez. |

## Personnalités liées à la commune
- Famille Huchet
- Philippe Danilo, député du Rhône et maire de La Mulatière.
- Guillaume de Freslon de la Freslonnière, pionnier de chasse, né au château de Villechauve le 5 juin 1896, fantassin avant d'être pilote. Il fait partie des combats de Verdun du 10 octobre 1916 au 15 janvier 1917. Il prend part à la reprise de Bezonvaux et de Douaumont. Il est dans les combats de l'Aisne et de Belgique en 1917[54].